# (19939) 1981 EG16
A (19939) 1981 EG16 a Naprendszer kisbolygóövében található aszteroida. Schelte J. Bus fedezte fel 1981. március 1-jén.